# David Arquette
David Arquette (sinh ngày 8 tháng 9 năm 1971) là nam diễn viên, đạo diễn, nhà thiết kế thời trang, đô vật người Mỹ. Anh từng tham gia trong loạt phim điện ảnh Scream.
Bên cạnh sự nghiệp diễn xuất, anh cũng là một đô vật chuyên nghiệp đầu những năm 2000. Anh từng thi đấu tại giải Vô địch Đấu vật Quốc tế (World Championship Wrestling, WCW).

## Thời thơ ấu
Arquette sinh ra tại Bentonville, bang Virginia. Anh là con út của bà Brenda Olivia "Mardi" (nhũ danh: Nowak) và ông Lewis Arquette, cha mẹ anh đều là diễn viên.